# Radivoje Ognjanović
Radivoje Ognjanović (Strošinci, 1 de julho de 1933) é um ex-futebolista e treinador iugoslavo que atuava como atacante.

## Carreira
Radivoje Ognjanović fez parte do elenco da Seleção Iugoslava de Futebol, na Copa do Mundo de 1958 e 1962.